# Liga Invernal Veracruzana 2007-2008
La Temporada 2007-2008 de la Liga Invernal Veracruzana fue la edición número 3 de la segunda etapa de este circuito. 
El equipo campeón fue Chileros de Xalapa, derrotando en la Serie Final 4 juegos a 3 a los Broncos de Cosamaloapan, bajo el mando del mánager Rafael Castañeda.

## Equipos participantes
| Liga Invernal Veracruzana 2007-2008 |                         |                                        |                                             |
| Zona                                | Equipo                  | Sede                                   | Estadio                                     |
| Centro                              | Cafeteros de Córdoba    | Córdoba, Veracruz                      | "Beisborama"                                |
| Centro                              | Chileros de Xalapa      | Xalapa, Veracruz                       | Deportivo Colón                             |
| Centro                              | Gallos de Santa Rosa    | Ciudad Mendoza, Veracruz               | Deportivo Esfuerzo Obrero                   |
| Centro                              | Rojos de Veracruz       | Veracruz, Veracruz                     | Deportivo Universitario "Beto Ávila"        |
| Centro                              | Tobis de Acayucan       | Acayucan, Veracruz                     | La Arrocera                                 |
| Sur                                 | Broncos de Cosamaloapan | Cosamaloapan, Veracruz                 | Deportivo Cosamaloapeño                     |
| Sur                                 | Brujos de Los Tuxtlas   | San Andrés Tuxtla, Veracruz            | Aurelio Ballados                            |
| Sur                                 | Rojos de Coatzacoalcos  | Coatzacoalcos, Veracruz                | "Presidente Miguel Alemán"                  |
| Sur                                 | Gavilanes de Minatitlán | Minatitlán, Veracruz                   | 18 de marzo de 1938                         |
| Sur                                 | Plataneros de Tabasco   | Villahermosa, Tabasco Paraíso, Tabasco | Centenario 27 de Febrero Maximino Domínguez |

## Juego de Estrellas
El Juego de Estrellas se realizó el 21 de noviembre de 2007 en el Parque Deportivo Esfuerzo Obrero, sede de los Gallos de Santa Rosa. Las selecciones de la Zona Centro y Zona Sur empataron a tres carreras después de efectuarse los nueve innings pactados.

El dominicano Raúl Hernández de los Brujos de Los Tuxtlas fue el ganador del Home Run Derby.